# Janeek Brown
Pour les articles homonymes, voir Brown.
Janeek Brown (née le 14 mai 1998 à Kingston) est une athlète jamaïcaine spécialiste du 100 mètres haies.

## Biographie
Étudiante à l'Université de l'Arkansas, elle remporte le titre du 100 mètres haies lors des championnats NCAA 2019, en portant son record personnel à 12 s 40. Vainqueur des championnats de Jamaïque le 23 juin 2019 en 12 s 68, elle participe aux championnats du monde 2019 à Doha, et se classe septième de la finale en 12 s 88.

## Palmarès

### International
| Date | Compétition           | Lieu | Résultat | Épreuve     | Temps   |
| ---- | --------------------- | ---- | -------- | ----------- | ------- |
| 2019 | Championnats du monde | Doha | 7e       | 100 m haies | 12 s 88 |

## Records
| Épreuve     | Marque  | Lieu         | Date           |
| ----------- | ------- | ------------ | -------------- |
| 60 m haies  | 7 s 95  | Fayetteville | 8 février 2019 |
| 100 m haies | 12 s 40 | Austin       | 8 juin 2019    |